# Viola Bao
Viola Tianyue Bao, född 1991 i Stockholm, är en svensk litteraturkritiker, Fulbright-stipendiat samt doktorand inom litteraturvetenskap vid Northwestern University. 
Bao är verksam i Dagens Nyheter sedan 2018, och har tidigare även medverkat i Svenska Dagbladet, Sydsvenska Dagbladet, Aftonbladet, OBS och Tidskriften Karavan.
I egenskap av litteraturkritiker har Bao varit medlem i den skönlitterära juryn för Augustpriset samt för Gerard Bonniers lyrikpris. Bao har även översatt "Bluets" av den amerikanska författaren och poeten Maggie Nelson till svenska för bokförlaget Modernista, samt skrivit förord till de svenska översättningarna av böcker som Min Barndom (1913) av Maksim Gorkij samt Inga som vi (2024) av Stephen Best.

## Forskning
Inom akademin fokuserar Baos forskning på de politiska och poetiska historierna hos asiatiska och afrikanska diasporor, med särskild inriktning på nätverk inom transnationella solidaritetsrörelser, panafrikanism och den Nya vänsterns idéströmningar under 1960- och 70-talet. Hon undersöker hur litteratur och poesi har verkat som arenor för politiskt motstånd och kulturellt utbyte inom dessa nätverk.
Ett av Baos sidoprojekt kretsar kring familjeavskaffande och den internationella arbetsdelningen inom social reproduktion och sexuellt arbete, med fokus på 1900-talets transnationella adoptioner. Här undersöker hon frågor om återvändande, upprättelse och utvidgade former av släktskap i verk av koreanska och kinesiska adoptivförfattare och konstnärer.
Tillsammans med Anna Zalakostas samt professorerna Kaylan Nadiminti och Harris Feinsod är hon medorganisatör för Workshop in Transnational Cultural History vid Northwestern University.
År 2024 tilldelades Bao Horst Frenz Price av American Comparative Literature Association för sin vetenskapliga artikel "Diasporic Cultural Revolutions: Talks at Yan'an in the Black Arts Movement".